# João dos Santos Pires Viegas
João dos Santos Pires Viegas foi um Governador Civil de Faro entre 31 de Dezembro de 1918 e 18 de Fevereiro de 1919; e de 29 de Dezembro de 1923 e 9 de Agosto de 1924.